# Scura maje
Scura maje (conosciuto anche come mara maje o in italiano Lamento di una vedova) è un canto popolare abruzzese di autore ignoto. Il brano descrive il senso di abbandono e di dolore di una donna, divenuta vedova, costretta da sola a crescere i figli e ad occuparsi della casa.

## Descrizione
L'origine dovrebbe essere medievale, secondo il folklorista Antonio De Nino, e anche Giorgio Morelli, probabilmente il motivo monodico sarebbe derivato dalla presenza arbëreshë nella costa abruzzese dal XV-XVI secolo, così come il canto popolare monodico Addije addije amore (noto anche come "Nebbi' a la valle").
Tuttavia è del diciottesimo secolo la prima vera testimonianza del canto, denominato Scura mai, grazie alla pubblicazione di un libro di poemi dialettali a opera di Romualdo Parente, autore scannese del XVIII secolo. Il testo, così come il titolo (da "Maramàje" a "Scuramàje"), varia di zona in zona, assumendo di volta in volta i connotati del dialetto del luogo. La versione più lunga è quella scannese di 15 quartine con il ritornello, il testo raccolto da Donatangelo Lupinetti nel 1952, cantata da Giuseppe Gavita "Giuseppillo" da Scanno, grazie alla registrazione di Alan Lomax, è di 9 quartine.
Altre versioni sono state raccolte dal demologo Antonio De Nino nel 1883, il quale attribuiva la canzone, di 17 quartine con ritornello, a Sebastiano Mascetta di Colledimacine, criticando la pubblicazione della versione incompleta e con errori del "pianto della vedova di Scanno" sul giornale "Giambattista Basile: Archivio di letteratura popolare" di Napoli. Un altro filone di queste canzoni proviene dalla costa abruzzese, precisamente da Vasto, quando il poeta e storico locale Luigi Anelli trascrisse la canzone nei primi anni del '900, intitolandola La Pèchera spridiute (Pecora sperduta, dall'attacco della seconda strofa di quartina) e questa fu incisa nel 1968 da Antonietta D'Angelantonio per il Coro folkloristico del Vasto. Questa versione vastese, tra le più comuni oggi in Abruzzo, è assai più breve dell'originale scannese, e viene nominata "Maramàje", e consta solo di 3 quartine più il ritornello.
Una celebre incisione del brano è stata effettuata dalla Corale "Giuseppe Verdi" di Teramo. La canzone viene eseguita da Anna Melato nel film Film d'amore e d'anarchia - Ovvero "Stamattina alle 10 in via dei Fiori nella nota casa di tolleranza..." (1973) di Lina Wertmüller, con l'arrangiamento di Nino Rota, ispirata alla vulgata vastese.

## Testo
La versione qui riportata è quella utilizzata nel film di Lina Wertmüller Film d'amore e d'anarchia - Ovvero "Stamattina alle 10 in via dei Fiori nella nota casa di tolleranza...", intitolato Amara me.
tu si mmorte e je che facce,

mo me sciatte 'e trécce 'nfacce,

mo m'acceide 'ngoll'a taje.
Mare maje, mare maje, mare maje,

scura maje, scura maje, scura maje,

mo m'acceide, mo m'acceide, mo m'acceide

'ngoll'a taje.
so' na pechera spirgiute,

lu mundune m'ha lassate,

lu guaggiune sempr'abbaje.

pe la fame mo s'arraje.
Mare maje, mare maje, mare maje,

scura maje, scura maje, scura maje,

mo m'acceide, mo m'acceide, mo m'acceide

'ngoll'a taje.
Je a tiné na casarielle,

mo' songhe senza recette,

senza foche e senza lette,

senza pane e companaje
Mare maje, mare maje, mare maje,

scura maje, scura maje, scura maje,

mo m'acceide, mo m'acceide, mo m'acceide

'ngoll'a taje.»
tu sei morto ed io che faccio,

ora mi sciolgo le trecce in faccia,

ora mi uccido addosso a te.
Amara me, amara me, amara me,

triste me, triste me, triste me,

ora mi uccido, ora mi uccido, ora mi uccido

in collo a te.
Sono una pecora sperduta,

il montone mi ha lasciata,

il cagnolino sempre abbaia,

per la fame ora si arrabbia.
Amara me, amara me, amara me,

triste me, triste me, triste me,

ora mi uccido, ora mi uccido, ora mi uccido

in collo a te.
Io avevo una casetta,

ora sono senza ricetto,

senza fuoco e senza letto,

senza pane e companatico.
Amara me, amara me, amara me,

triste me, triste me, triste me,

ora mi uccido, ora mi uccido, ora mi uccido

in collo a te.»